# Іслям III Ґерай
Ісля́м III, іноді Аслан-Гірей (крим. III İslâm Geray, ٣ اسلام كراى‎; 1604–1654) — кримськотатарський державний, політичний і військовий діяч. Кримський хан (1644–1654) з династії Ґераїв. Син Селямета I Ґерая.

## Біографія
При Джанібеку Ґераї під час походу на українські землі та Річ Посполиту влітку та восени 1629 року в результаті битви під Бурштином у жовтні потрапив у полон, де провів 7 років і потім був звільнений, після чого оселився в Османській імперії. За часів правління Бахадира Ґерая мав титул калги, а з початком правління Мехмеда IV Ґерая знов вирушив до Османської імперії.
В 1644 році османський султан призначив Ісляма Ґерая ханом замість його молодшого брата Мехмеда IV Ґерая.
Безперечним успіхом правління Ісляма III була його здатність встановити мир з бейськими родами і забезпечити їх згоду між собою.
За Ісляма III Ґерая великого значення набули представники так звана служива знать, яка отримала привілеї не через своє знатне походження, а в нагороду за службу ханові. Разом з тим проявляв безсторонність і справедливість, якщо родова аристократія скаржилася на утискання з боку служивої знаті, і суворо карав винних. Скасував обтяжливий військовий податок, введений ще Бахадиром Ґераєм, чим здобув симпатії в народі. Власним коштом будував і оновлював громадські (фонтани, лазні) і фортечні споруди у Криму.
В 1648 році уклав воєнний союз з гетьманом України Богданом Хмельницьким, спрямований проти Речі Посполитої. 
Помер в Бахчисараї. Похований в дюрбе на Ханському кладовищі в Бахчисарайському палаці.

## У літературі
- «Лицарі Дикого Поля» — роман Ярослави Дегтяренко
- «Ярино, вогнику мій» — роман Ярослави Дегтяренко
- «Мальви» — роман Романа Іваничука

## У кінематографі
- Гетьман (2015) — фільм режисера Валерія Ямбурського[3]